# Гуго Шоттмюллер
Гуго Шоттмюллер (нім. Hugo Schottmüller; повне ім'я нім. Adolf Alfred Louis George Hugo; 22 вересня, 1867, Треббін, Бранденбург — 19 травня, 1936, Гамбург, Німеччина) — німецький лікар і бактеріолог, доктор медицини, професор.

## Біографія
Навчався медицині у Тюбінгенському і Грайфсвальдському університетах. У Тюбінгені він став членом медичного товариства Corps Rhenania, а в Берліні — Corps Marchia. 1893 року він здав екзамен на доктора медицини[джерело?] і був призваний на військову службу. Згодом він почав свою клінічну діяльність у хірургічній клініці «Еппендорф» у Гамбурзі, якою керував Макс Шеде, але досить швидко перейшов до гігієнічного інституту Грайфсвальдського університету, до професора Фрідріха Леффлера. 1895 року він зайняв посаду старшого лікаря головного медичного відділу Гамбурга. Будучи старшим лікарем, він співпрацював з Германном Ленхартцем у клініці Епендорф, де міг самостійно проводити клінічні дослідження. У 1913 році перейшов до Празького німецького університету, де керував медичною клінікою. У 1919 році повернувся до Гамбурга, щоб очолити медичну клініку. У цьому місті він працював до самої смерті.
Він був активним членом нацистської партії з 1933 року і підписав звернення вчених на підтримку Адольфа Гітлера і нацизму. На його честь було названо вулицю у Гамбурзі, але 2014 року через його нацистську діяльність вулицю назвали на честь Оди Шоттмюллер, танцівниці та скульптора, яку стратили нацисти у 1943 році за її антинацистську діяльність разом з членами розвідницької мережі «Червона капела».

## Наукові здобутки
Відкриття ним зроблені у клінічній бактеріології та серології. Його визначення сепсису використовується до сьогодні. Він провів делімітацією різних тифів і тифоподібних форм, у 1900 році виділив збудника паратифу В, якого певний час називали на його честь Salmonella shottmulleri. Він також досліджував підгострий септичний ендокардит та виявив його причину — Streptococcus viridans. Крім того, він виявив роль анаеробних бактерій при деяких захворюваннях, таких як септичний тромбофлебіт. Досліджував летаргічний енцефаліт Економо. Він також опублікував посібник із застосування бактеріологічних методів у клінічній практиці.
Німецьке товариство з вивчення сепсису (нім. Deutsche-Sepsis-Gesellschaft e. V.) щорічно присуджує премію імені Шоттмюллера за великий внесок у дослідження сепсису.

## Вибрана бібліографія
- Über eine das bild des typhus bietende krankheit, hervorgerufen durch typhusähnliche bacillen [About an image discriminating bacilli causing typhus disease from similar typhoid bacilli]. Deutsche Medizinische Wochenschrift 1900. 26: 511
- Die artunterscheidung der für den menschen pathogenen streptokokken durch blutagar [The species differentiation of streptococci pathogenic to humans by blood agar]. 1903. Munchener Medizinische Wochenschrift 50: 849-53, 902-12
- Leitfaden zur Untersuchung der Zerebrospinalflussigkeit 1913 Pages 212, Demand.
- Zur Ätiologie und Klinik der Bisskrankheit (Ratten-, Katzen-, Eichhörnchen-Bisskrankheit). Derm Wschr Erganzungsh 1914; 58: 77 — 103.
- Leitfaden für die klinisch-bakteriologischen Kulturmethoden. — Berlin: Urban & Schwarzenberg, 1923
- Die peurperale Sepsis. MUnchener medizinischen Wochenschrift, Nr. 37, S. 1580, Nr. 38, S. 1634, (1928). (1580)